# Cunsey Beck
Der Cunsey Beck ist ein Fluss im Lake District, Cumbria, England. Der Cunsey Beck entsteht als Abfluss des Esthwaite Water an dessen südlichem Ende und fließt in südlicher Richtung bis zu seiner Mündung in den See Windermere.